# Xã Casco, Quận St. Clair, Michigan
Xã Casco (tiếng Anh: Casco Township) là một xã thuộc quận St. Clair, tiểu bang Michigan, Hoa Kỳ. Năm 2010, dân số của xã này là 4.105 người.